# XIXe siècle av. J.-C.
Voir aussi : Liste des siècles, Chiffres romains
Le XIXe siècle av. J.-C. a débuté le 1er janvier 1899 av. J.-C. 1er janvier 1899 av. J.-C. et s'est achevé le 31 décembre 1800 av. J.-C.

## Évènements
- Vers 1900-1500 av. J.-C. : culture d'Erlitou. Un premier état territorial se développe dans le Henan du centre et de l'Ouest et le Sud du Shanxi en Chine : palais, temples, fonte du bronze, os oraculaires[1].

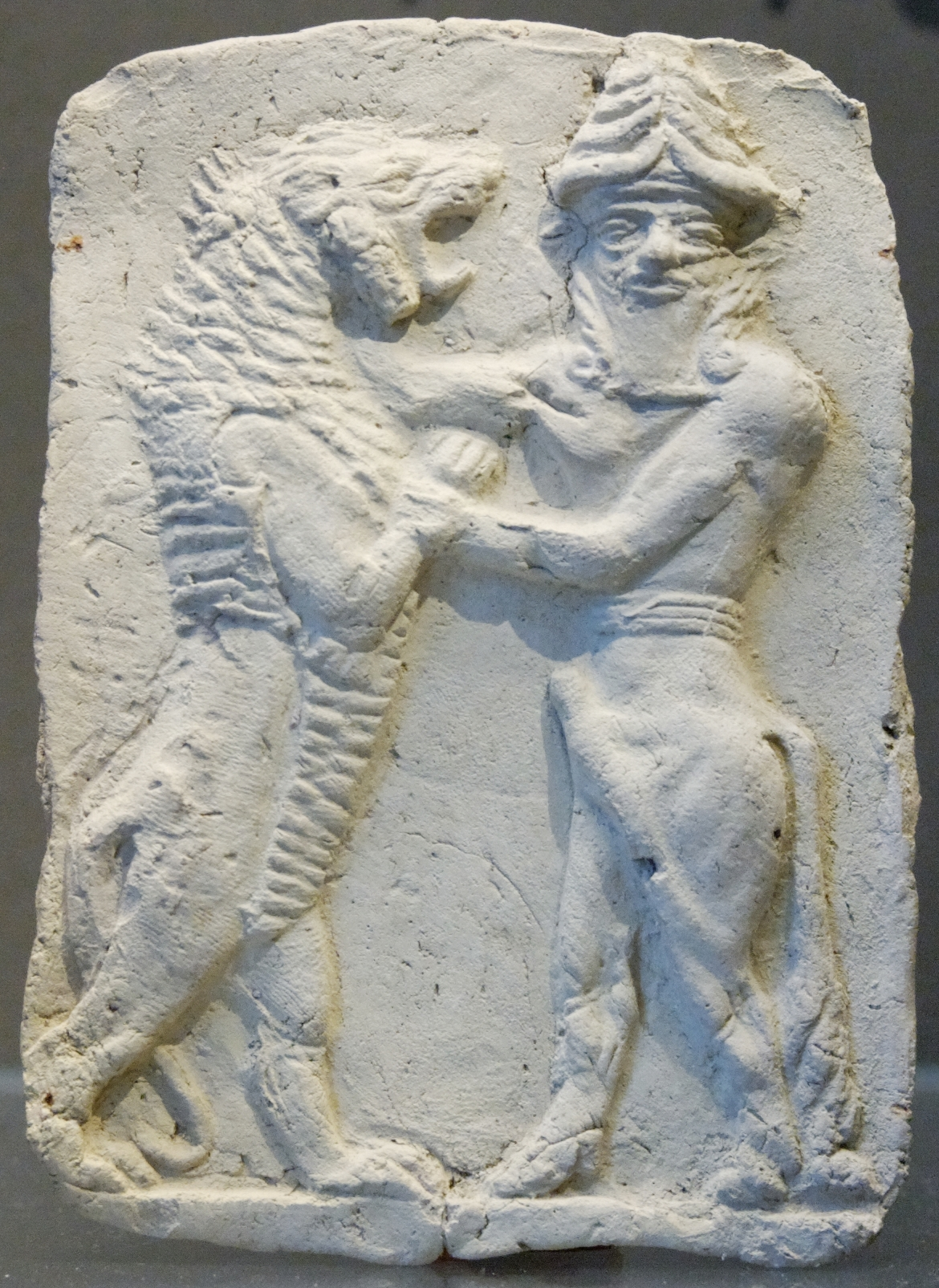
Combat d'un lion et d'un homme-taureau. Relief en terre cuite, début du IIe millénaire av. J.-C. Provenance : Eshnunna.

- Avant 1900 av. J.-C. : les Amorrites s’infiltrent en basse Mésopotamie. Un peu avant 1900, à la faveur des luttes entre Isin et Larsa, ils s’emparent de plusieurs villes (Ilip, Marad, Malgium, Mashkan-shapir, Uruk) et créent de petits royaumes[2].
- Vers 1900-1500 av. J.-C. : dynastie Sukkalmah ou d'Eparti en Élam[3]. Règne d'Ebarat (vers 1916 av. J.-C.) puis de son fils Shilhaha (vers 1894 av. J.-C.), rois d’Anshan et de Suse[4]. À la fin du XXe siècle, le roi Ebarat prend le titre de « roi d’Anshan et de Suse », pour manifester clairement la prédominance de la partie montagnarde du double royaume. Son fils Shilhaha reçoit le titre de sukkal-mah, « grand régent » et de « roi-père d’Anshan et de Suse ». Un nouveau pas est franchi, car le terme de sukkal-mah implique une notion impériale et devient bientôt le titre officiel. Anshan semble être alors une grande ville, mais les fouilles sont encore insuffisantes pour nous la faire connaître. Des liens économiques l’unissent aux autres régions iraniennes, en particulier avec la Bactriane. L’importance de ce royaume élamite se mesure au fait que certains souverains mésopotamiens ont reconnu au début du XVIIIe siècle av. J.-C. une suzeraineté au sukkal-mah[5].
- Vers 1900 av. J.-C. :
  - l'existence de la cité cananéenne de Jérusalem, appelée (U)rusalimum(?) est mentionnée dans les textes d'exécration égyptiens[6] ;
  - épée de bronze de Torupgaarde, (Lolland, Danemark), d’importation hongroise[7].

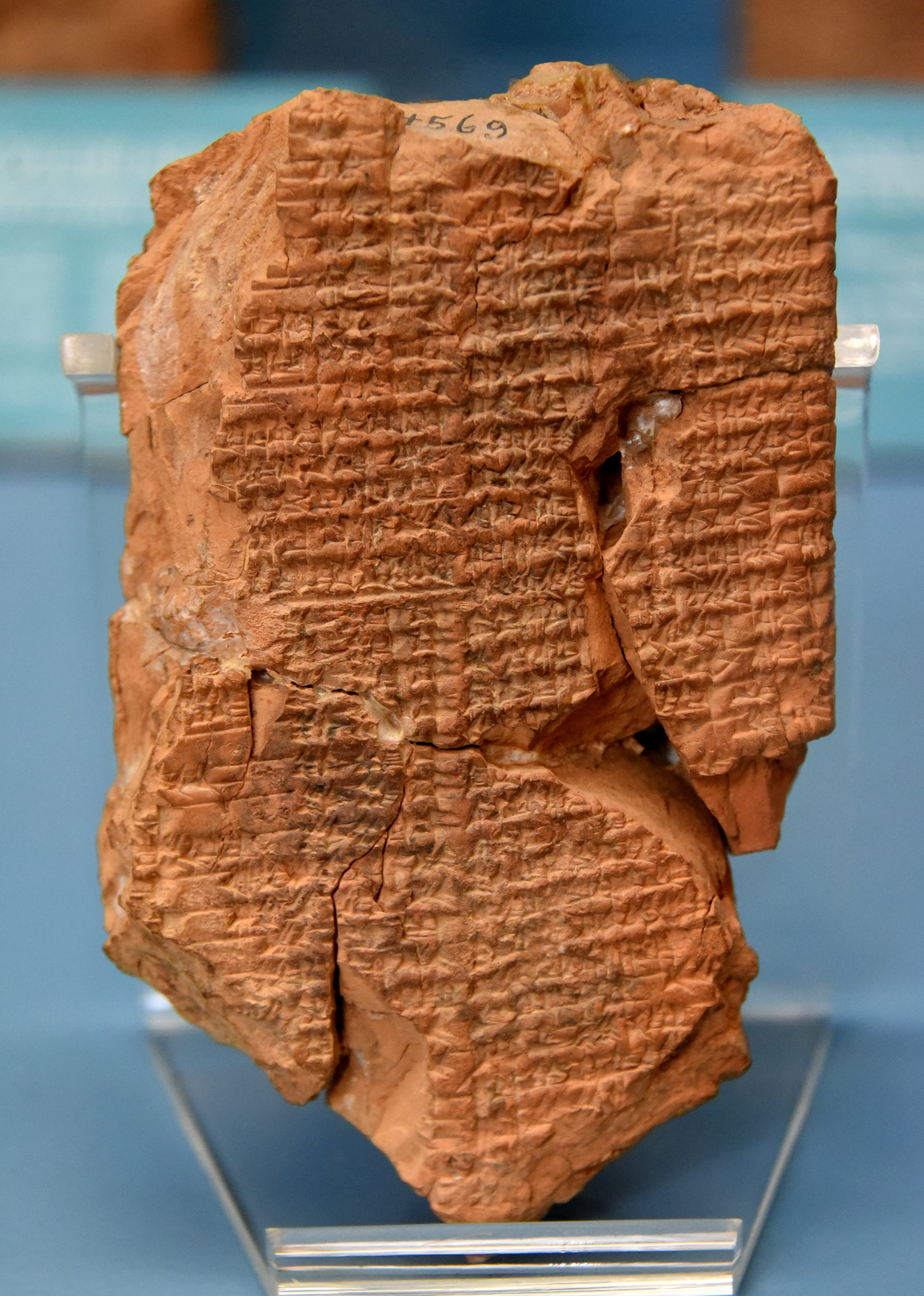
Tablette d'argile avec une écriture cunéiforme en langue sumérienne. Elle concerne le mythe où Enkimdu (le dieu de l'agriculture) et Dumuzi (le dieu des bergers) essaient de gagner la main de la déesse Inanna. Nippur, 1ère moitié du 2e millénaire

- 1894-1595 av. J.-C. : première dynastie de Babylone[8]. Grand essor littéraire en langue akkadienne en Mésopotamie. Le sumérien, langue morte à partir du début du IIe millénaire, reste réservé à l’usage savant[9]. Les scribes mésopotamiens, du fait du long apprentissage qu’exige leur formation, sont issus des classes aisées de la population, fonctionnaires, responsables, gouverneurs, prêtres, riches marchands. On leur demande, pour exercer dans les scriptoria des temples ou dans l’administration des palais, de maîtriser le système de l’écriture cunéiforme et de connaître les techniques de comptabilité, de gestion des domaines, de distribution de salaires, d’être capable de rédiger des contrats, de glorifier leur souverain dans des inscriptions. Par leur savoir et leur savoir-faire, ils ont marqué d’une forte empreinte la civilisation mésopotamienne en transmettant la tradition, en consignant les connaissances, en s’engageant dans des réflexions spéculatives. Les scribes de Nippur, dont le sanctuaire fait office de centre intellectuel, engagent à cette époque un travail de grande ampleur : classification, comparaison entre les différentes versions des textes littéraires, mise au point de textes et édition de canons. Le souci de la référence à un modèle unique et permanent marque la période. Les œuvres de référence sont diffusées des grands centres mésopotamiens pour servir à la formation des prêtres et des lettrés de tout le Proche-Orient.

- Vers 1850 av. J.-C. : la cité d’Ascalon (Ashkelon) est mentionnée dans les textes d'exécration égyptiens[10]. C’est la capitale d’un royaume cananéen et un port très actif sur la mer Méditerranée qui exporte les produits de l’arrière-pays. Elle est ceinte d’un mur de 2 km de circonférence et haut de 25 mètres, et devait compter près de 15 000 habitants.

## Personnages significatifs
- Sésostris III.
- Abraham, personnage biblique né à Ur, capitale de la Chaldée au sud de la Mésopotamie, aurait vécu à cette époque dans le contexte des flux migratoires accompagnant l'expansion des Amorrites[11].

## Art et culture

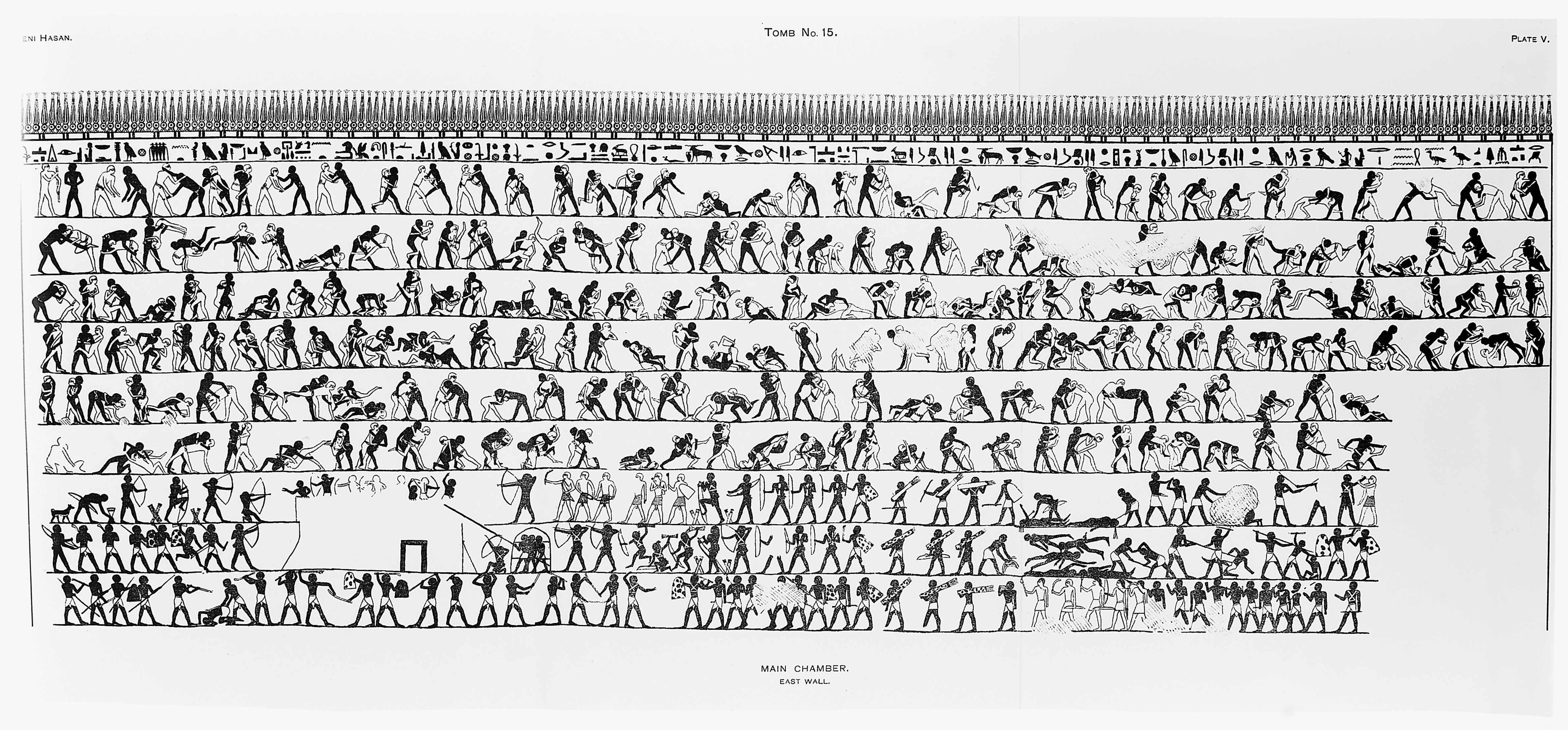

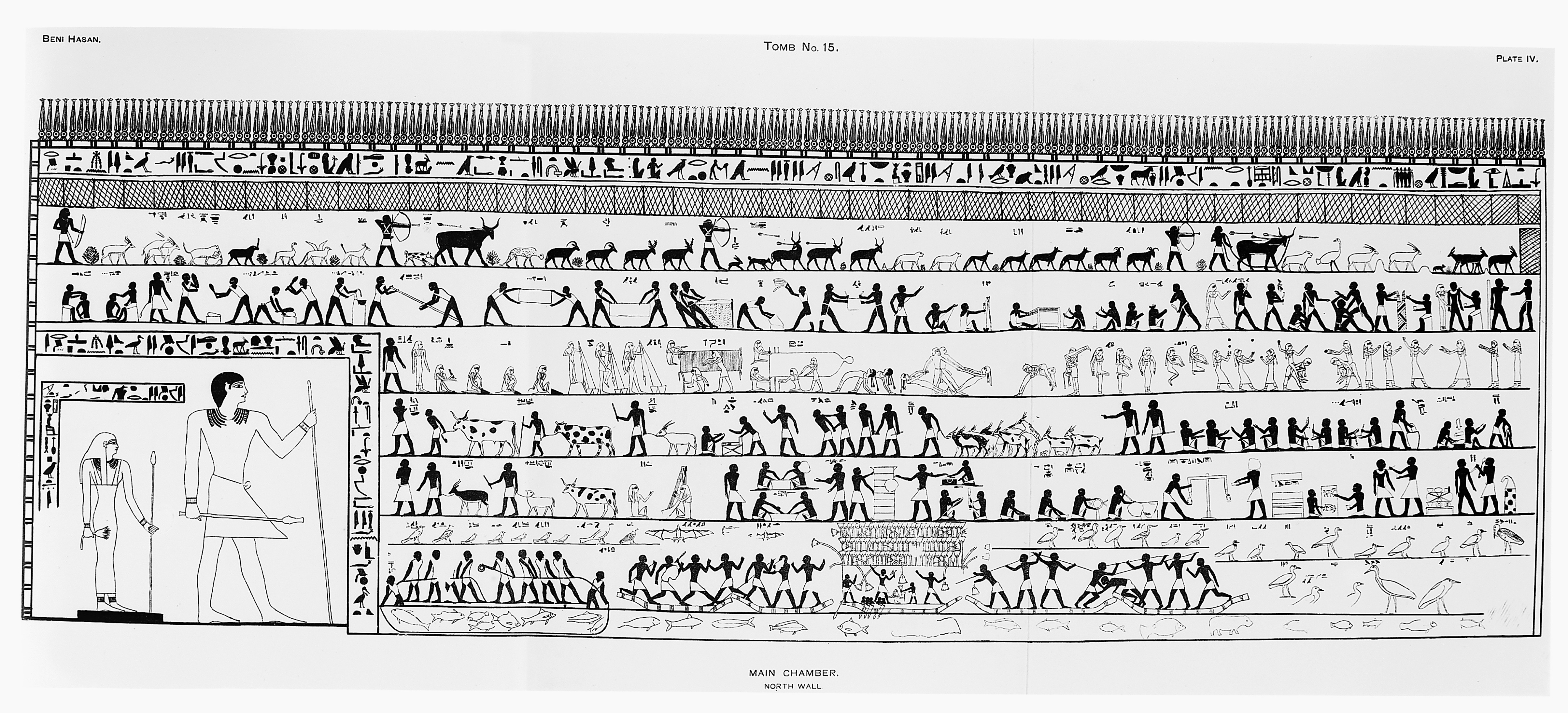
Peintures murales de la tombe n°15 de Beni Hassan.

- Vers 1850 av. J.-C. : développement de l’alphabet protosinaïtique, le premier alphabet connu, dans le Sinaï, dont dérive l’alphabet protocananéen du Levant[12].
- Apogée de l'art du Moyen Empire égyptien pendant la XIIe dynastie : trois têtes en granit noir, gris et rouge du pharaon Sésostris III ; statues du pharaon Amenemhat III (granit noir, basalte noir) ; statue du roi Hor[9]. Les tombes de la nécropole de Beni Hassan présentent des peintures murales qui évoquent la vie quotidienne : scènes agricoles, d’artisans au travail, sportives, de jeux et de danse (lutte, jonglerie), de la vie militaire[13].